# تشارلز بيتر
تشارلز بيتر (بالفرنسية: Charles Petter)‏ هو مهندس سويسري وفرنسي، ولد في 26 مارس 1880 في برن في سويسرا، وتوفي في 7 يوليو 1953 في مونترو في سويسرا.